# Uomo di Minatogawa
L'uomo di Minatogawa è un ominide preistorico di Okinawa, in Giappone, identificato grazie a quattro scheletri ed alcune ossa isolate, datati tra il 16 000 ed il 14 000 a.C. Sono tra i più antichi scheletri complessi di umani moderni rinvenuti in Asia orientale.

## Storia del ritrovamento
Gli scheletri furono trovati nella cava di calcare di Minatogawa, circa 10 km a sud di Naha, vicino all'estremità meridionale dell'isola. L'imprenditore ed archeologo amatore Seiho Oyama, originario di Okinawa, notò frammenti di ossa fossili in alcuni blocchi di edifici che aveva acquistato dalla cava, e per due anni osservò come si svolgevano i lavori nella cava. Nel 1968 Oyama parlò dei ritrovamenti di ossa umane presso la cava ad Hisashi Suzuki, un professore dell'Università Imperiale di Tokyo.
Una squadra guidata da Suzuki scavò il sito per tre stagioni (1968, 1970 e 1974).  I ritrovamenti furono descritti nel 1982. Gli scheletri sono oggi esposti presso il Museo di Antropologia dell'università di Tokyo.

## Descrizione
Tutti gli scheletri furono trovati sepolti in fessure verticali della roccia calcarea, larghe circa un metro, poi riempite da millenni di sedimenti di argilla rossa misti a travertino, frammenti di calcare ed ossa. Gli scavi di Suzuki si limitarono alla parte della fessura esposta sulla facciata della cava, alta 5 metri e situata 20 metri sopra all'odierno livello del mare, e profonda circa 6 metri all'interno della roccia.
Le ossa recuperate dalla fessura appartenevano a 5/9 individui distinti (due uomini ed il resto donne), miste ad oltre 200 frammenti di ossa di cervi e cinghiali. I reperti si trovavano posti in diagonale lungo i 6 metri di lunghezza della crepa. Lo scheletro posto più in basso (Minatogawa I, un uomo di circa 25 anni) era sottosopra, ma le sue ossa si trovavano nella loro posizione anatomica. Gli altri scheletri furono ritrovati con le ossa mischiate tra loro, e sparse lungo molti metri. Lo scheletro IV, in particolare, fu trovato diviso in due gruppi d'ossa distanti tra loro un paio di metri; il suo teschio presentava una perforazione che sembra causata da una punta dura, e le braccia sembrano fratturate nello stesso modo. Suzuki ipotizza che queste persone furono uccise con lance o frecce da nemici che ne cannibalizzarono i corpi (rompendo le ossa durante il processo) per poi lanciare i resti nella fessura, che sarebbe servita da discarica (il che spiegherebbe le ossa animali).
Gli individui erano piuttosto bassi (circa 1,55 metri gli uomini e 1,40 le donne), e la loro capacità cranica era simile a quella degli ultimi Jōmon preistorici (tra i 10 000 ed i 2 000 anni fa) ed ai moderni giapponesi. I denti erano estremamente usurati, il che porta a pensare ad una dieta abrasiva. In una delle mandibole, i due incisivi mediani erano stati estratti nello stesso momento, presumibilmente prima della morte. Si tratta di un'usanza che si sa essere stata praticata dai Jomon.
I geologi hanno stimato che la fessura si sia creata in seguito ad un innalzamento che ruppe i vari livelli di roccia calcarea, oltre 100 000 anni fa. I frammenti di carbone vegetale trovati nella fessura sono stati datati col carbonio-14 a circa 16 000-18 000 anni fa.